# Алгоритм Гуда — Томаса
Алгоритм Гуда — Томаса — алгоритм вычисления быстрого преобразования Фурье, применяющийся к последовательностям, длина которых равна произведению двух взаимно простых чисел.
Алгоритм Гуда — Томаса не следует путать с алгоритмом Кули — Тьюки, где делители длины преобразования не обязаны быть взаимно простыми. Алгоритм Гуда — Томаса ограничен этим условием, а также задействует более сложную схему переиндексации, чем алгоритм Кули — Тьюки, но при этом не требует промежуточного умножения на комплексные множители и потому несколько проще с точки зрения вычислений.

## Построение алгоритма
Для произвольного натурального числа {\displaystyle n} дискретным преобразованием Фурье комплексного вектора {\displaystyle x(j)}, где {\displaystyle j=0,\ldots ,n-1}, называется комплексный вектор {\displaystyle X(k)}, где {\displaystyle k=0,\ldots ,n-1}, компоненты которого задаются формулой
{\displaystyle X(k)=\sum \limits _{j=0}^{n-1}x(j)\omega ^{kj},\;k=0,\ldots ,n-1,}
где {\displaystyle \omega =e^{-{\frac {2\pi i}{n}}}}.
Пусть {\displaystyle n=n_{1}n_{2}}, где {\displaystyle n_{1}} и {\displaystyle n_{2}} взаимно просты. Пусть также {\displaystyle j_{1}} и {\displaystyle j_{2}} — новые входные индексы, задающиеся соотношениями
{\displaystyle j_{1}=j\ ({\mbox{mod}}\ n_{1}),\ j_{2}=j\ ({\mbox{mod}}\ n_{2}).}
Отсюда по китайской теореме об остатках и соотношению Безу следует, что существуют такие целые числа {\displaystyle N_{1}} и {\displaystyle N_{2}}, что
{\displaystyle j=j_{1}N_{2}n_{2}+j_{2}N_{1}n_{1}\ ({\mbox{mod}}\ n)}
и {\displaystyle N_{1}n_{1}+N_{2}n_{2}=1.}
Аналогично, пусть {\displaystyle k_{1}} и {\displaystyle k_{2}} — новые выходные индексы, задающиеся соотношениями
{\displaystyle k_{1}=N_{2}k\ ({\mbox{mod}}\ n_{1}),\ k_{2}=N_{1}k\ ({\mbox{mod}}\ n_{2}).}
Тогда
{\displaystyle k=n_{2}k_{1}+n_{1}k_{2}\ ({\mbox{mod}}\ n).}
С использованием обозначений
{\displaystyle x'(j_{1},j_{2})=x(j_{1}N_{2}n_{2}+j_{2}N_{1}n_{1}),}
{\displaystyle X'(k_{1},k_{2})=X(n_{2}k_{1}+n_{1}k_{2}),}
{\displaystyle \beta =\omega ^{N_{2}\left(n_{2}\right)^{2}},}
{\displaystyle \gamma =\omega ^{N_{1}\left(n_{1}\right)^{2}},}
исходная формула принимает вид
{\displaystyle X'(k_{1},k_{2})=\sum \limits _{j_{1}=0}^{n_{1}-1}\sum \limits _{j_{2}=0}^{n_{2}-1}\beta ^{j_{1}k_{1}}\gamma ^{j_{2}k_{2}}x'(j_{1},j_{2}),}
то есть произошёл переход от одномерного преобразования длины {\displaystyle n} к двумерному преобразованию размера {\displaystyle (n_{1}\times n_{2})}. При этом число умножений и число сложений стало равно примерно {\displaystyle n(n_{1}+n_{2})}.